# Linea IRT New Lots
La linea IRT New Lots, nota anche come linea IRT Livonia Avenue, è una linea della divisione A della metropolitana di New York situata a Brooklyn. È utilizzata principalmente dalla linea 3, tranne di notte quando è impiegata dalla linea 4. Durante le ore di punta è servita anche da alcune corse delle linee 2, 4 e 5.

## Storia
La linea IRT New Lots fu realizzata come parte dei Dual Contracts stipulati nel 1913 tra la città di New York, l'Interborough Rapid Transit Company (IRT) e la Brooklyn Rapid Transit Company (BMT). La linea venne progettata come continuazione in superficie della linea sotterranea IRT Eastern Parkway, anch'essa prevista dai Dual Contracts. I lavori di costruzione iniziarono nell'estate 1917. Il 22 novembre 1920 aprì la sezione della linea compresa tra Sutter Avenue e Junius Street e collegata alla linea IRT Eastern Parkway. Un mese più tardi, il 24 dicembre, aprì anche la stazione di Pennsylvania Avenue. Il 16 ottobre 1922 furono aperte le ultime due stazioni, Van Siclen Avenue e New Lots Avenue.
Nel 1961 vennero completati i lavori di estensione delle banchine di tutte le stazioni per permettere di accogliere treni con dieci carrozze e nel 1963 furono avviati i lavori di ricostruzione della stazione di New Lots Avenue. Nel novembre 1976 la New York City Transit Authority (NYCTA) avviò una gara per appaltare la sostituzione delle banchine in legno delle stazioni di Rockaway Avenue, Junius Street, Pennsylvania Avenue e Van Siclen Avenue con banchine in calcestruzzo.
Come parte del piano di investimenti del 2010-2014 della Metropolitan Transportation Authority (MTA) furono stanziati 45,7 milioni di dollari per il rinnovo di tutte le stazioni della linea. Il progetto venne diviso in quattro fasi. Nella prima fase le stazioni di Rockaway Avenue e Van Siclen Avenue furono chiuse dal 20 aprile 2015 al 28 marzo 2016 per essere rinnovate. Nella seconda fase toccò a Saratoga Avenue e Pennsylvania Avenue essere chiuse per rinnovo dall'11 aprile al 19 settembre 2016. Nella terza fase Junius Street e Sutter Avenue-Rutland Road furono chiuse dal 5 ottobre 2016 al 19 giugno 2017. Nella quarta fase, avvenuta contemporaneamente alle altre tre fasi, la stazione di New Lots Avenue venne ristrutturata, senza essere chiusa, tra dicembre 2014 e dicembre 2017.

## Percorso
|  |  |  |  |  | Unknown route-map component "utCONTg" |

|  |  |  |  | Unknown route-map component "utSTRc2" | Unknown route-map component "utABZg3" |

|  |  |  |  | Unknown route-map component "uhSTR+1" + Unknown route-map component "uHST+1" | Unknown route-map component "utSTRc4" + Unknown route-map component "lENDE@G" |

|  |  |  | Unknown route-map component "uhHST" |

|  |  |  | Unknown route-map component "uhHST" |

|  |  |  | Unknown route-map component "uhHST" |

| Unknown route-map component "uKDSTaq" | Unknown route-map component "SHI4rq" + Urban transverse track + Unknown route-map component "lhSTRa@fq" | Unknown route-map component "uhABZq+r" | Unknown route-map component "uhABZgr" |

|  | Unknown route-map component "CONTgq" | Unknown route-map component "SHI4g+lq" | Unknown route-map component "umhKRZ" | Unknown route-map component "umhKRZ" | Unknown route-map component "CONTfq" |

|  |  | Unknown route-map component "uhCONTgq" | Unknown route-map component "uhABZql" + Unknown route-map component "ulHST~L" | Unknown route-map component "uhKRZho" + Unknown route-map component "ulHST~R" | Unknown route-map component "uhCONTfq" |

|  |  |  | Unknown route-map component "uhHST" |

|  |  |  | Unknown route-map component "uhHST" |

|  |  |  | Unknown route-map component "uhHST" |

|  |  | Unknown route-map component "lhSTRc2e" + Unknown route-map component "uSTRc2" | Unknown route-map component "uhSTR3" |

|  |  | Unknown route-map component "uKBHF1" + Unknown route-map component "ulDST" | Unknown route-map component "lhSTRc4e" + Unknown route-map component "uSTRc4" |